# Wilhelm Hocker

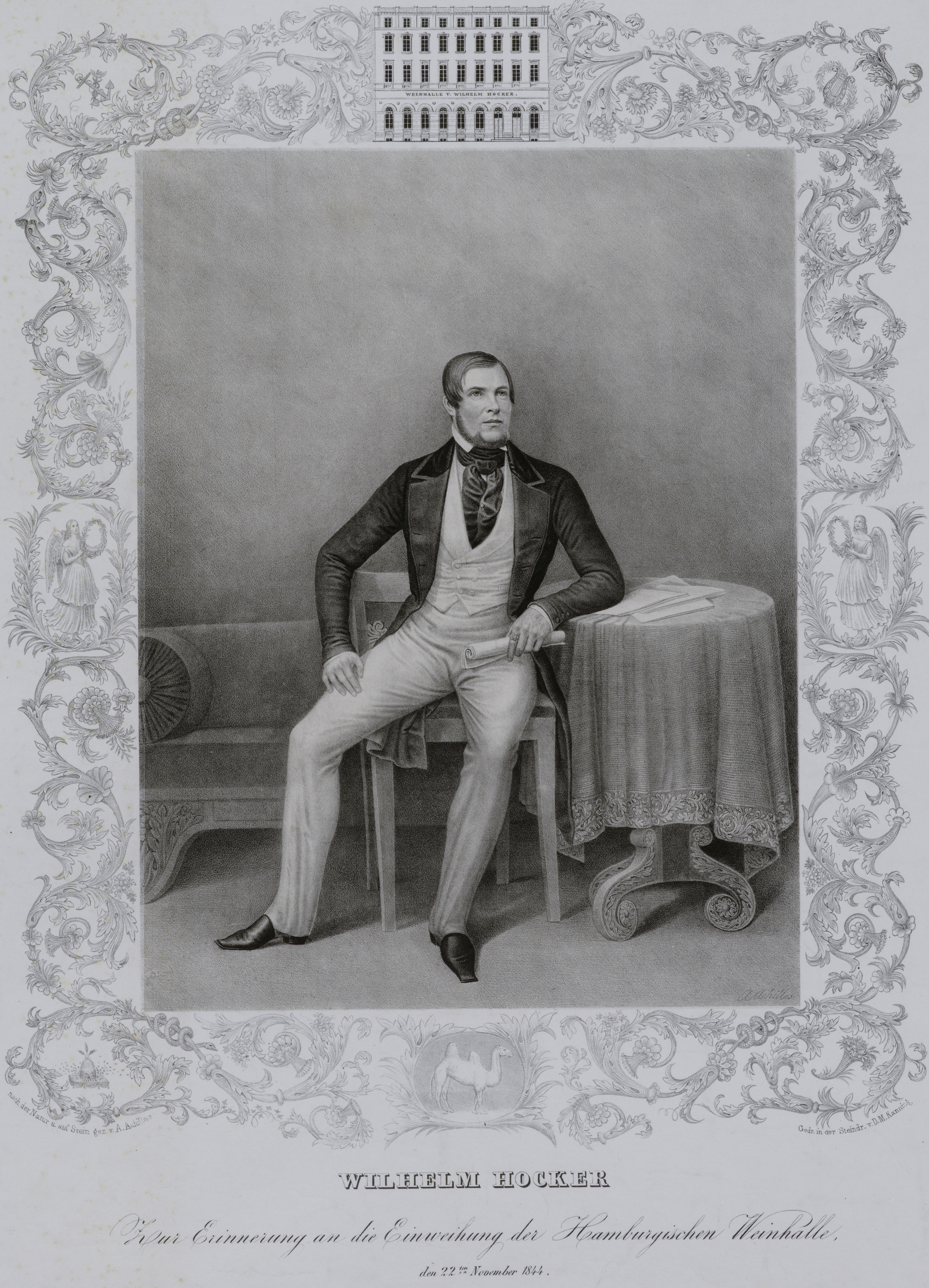
Wilhelm Hocker, Lithographie von August Achilles, 1844

Wilhelm Heinrich Anton Andreas Hocker (* 28. Dezember 1812 in Boizenburg; † 7. Juli 1850 in Hamburg) war ein deutscher Schriftsteller und Weinmakler.

## Leben und Wirken
Wilhelm Hocker lebte bis zum neunten Lebensjahr, in dem er nach Hamburg zog, in seinem Geburtsort Boizenburg. Sein Vater, der das Handwerk des Küfers erlernt hatte, handelte in Hamburg später mit Wein. Nach einer eher durchschnittlichen Schulausbildung arbeitete Wilhelm Hocker im Alter von 15 bis 22 Jahren im Unternehmen seines Vaters. Zu dieser Zeit begann er auch, Gedichte zu verfassen. Amalie Schoppe unterstützte Hocker und gab ihm die Möglichkeit, seine Werke in ihren Neuen Pariser Blättern zu veröffentlichen. Außerdem vermittelte sie ihm einen Kontakt zu Friedrich Hebbel.
1835 schrieb Hocker Der Maskenzug, eine Vision. In dem satirischen Gedicht stellte er Hamburgs Regierende als maskierte Teilnehmer eines karnevalistischen Umzugs dar. Hocker wurde aufgrund des Epos zu 14 Tagen Haft verurteilt, die er im Gefängnis auf dem Winserbaum verbrachte. Von 1835 bis 1838 arbeitete Hocker als Küfer in Berlin und erhielt nach der Rückkehr nach Hamburg im Januar 1839 das Hamburger Bürgerrecht. Ab April 1840 arbeitete er als gewählter Weinmakler. Zwischen 1840 und 1843 schrieb er erneut politische Gedichte, die ihn mehrfach vor Gericht und in Haft brachten. Eine dreimonatige Haftstrafe oder eine Geldbuße über 300 Taler erhielt er für seine Fabel aus der Mohren-Republik. Er kritisierte darin die aus seiner Sicht nepotistische Hamburger Regierung und wählte als Beispiel das Kollegium der Oberalten. Hocker ließ einen der Oberalten den Satz „Ich bin derselben Meinung wie mein Kollege Mohr“ sagen, der in Hamburg eine gängige Redewendung wurde. Der auch von Heinrich Heine geschätzte Hocker verbrachte dafür einen Monat im Gefängnis und wurde anschließend begnadigt.
Am 22. November 1844 eröffnete die neugebaute „Hamburgische Weinhalle“, die von den Aktionären eines „Europäischen Vereins für Weintrinken“ und Wilhelm Hocker finanziert worden war, die an der Kreuzung Poststraße/Neuer Wall zu finden war. Das Unternehmen ging im Juli 1846 insolvent. Im April 1847 kaufte Carl August von der Meden das Gebäude. Ab Januar 1849 saß der Dichter erneut in Haft. Nachdem er sich während der Haftzeit mit Tuberkulose infiziert hatte, wurde er in das Allgemeine Krankenhaus verlegt, wo er im Juli 1850 verstarb.

## Werke (Ausschnitt)
- Poetische Schriften politischen und unpolitischen Inhalts. Chr. Bünsow, Kiel 1844 (Digitalisat).
- (Einzeldrucke von Wilhelm Hockers Dichtungen in chronologischer Reihenfolge, nebst Erklärungen. In: Zeitschrift des Vereins für Hamburgische Geschichte. 12. Bd., Hamburg 1908, S. 363 ff., (Digitalisat))

## Porträts
- August Achilles, Porträt Wilhelm Hocker, Lithografie, 41,4 × 35,8 cm, (ohne Datum), Staats- und Universitätsbibliothek Hamburg, Digitalisat
- August Achilles, Porträt Wilhelm Hocker, „Zur Erinnerung an die Einweihung der Hamburgischen Weinhalle, den 22. November 1844“, Lithografie, 51,6 × 39,8 cm, Staats- und Universitätsbibliothek Hamburg, Digitalisat